# Standard Electric Kirk 76E
Standard Electric Kirk 76E, eller blot forkortet 76E er den første fuldt elektroniske fastnettelefon, som har givet Danmark stor international opmærksomhed og anerkendelse.[er denne påstand neutral?]
Telefonen blev lanceret i 1977 og er udviklet af Jydsk Telefon i Aarhus i samarbejde med Standard Electric Kirk. Udviklingen begyndte allerede i 1972 under ledelse af chefen for Jydsk Telefons laboratorium, Kurt Vestergaard, som i 1982 blev adm. direktør for selskabet. Telefonen er designet af Jacob Jensen der også var manden bag formgivningen af Bang & Olufsens kendte radio- ogTV produkter. Telefonen blev en eksportsucces og er i dag udstillet på Museum of Modern Art i New York City.
76E var speciel for sin tid, idet det var den første telefon med fuldelektronisk trykknapapparat med tonetastatur samt elektroniske ringetoner, der blev afspillet via en højttaler, frem for en analog klokke som hidtil. Via højttaleren er der også indbygget medhør-funktion. Lydstyrken kan justeres ved en rulleknap direkte på røret.
Til fx erhvervsmæssig brug blev der lanceret flere varianter igennem årene med flere indbyggede funktioner såsom telefonsvarer, regnemaskine, omstilling osv. Desuden kunne den tilkobles en central mainframe computer og ved hjælp af en tilkoblet skærm kunne telefonen benyttes som sende- og modtageterminal. Danske Jydsk Telefon blev således verdens første telefonselskab til at tilbyde en sådan telefon.
Apparatet har været en stor eksportartikel og fremstillet på licens i flere andre lande. 